# Црква Светог Саве у Милвокију
Црква Светог Саве у Милвокију највећа је српска православна црква у Милвокију. Припада епархији новограчаничко-средњозападноамеричкој. Црквена заједница основана је 1912, а изградња цркве је завршена 1956. године. Црква је украшена традиционалним зидним мозаицима, а у оквиру црквеног комлекса налази се истоимена школа и центар за догађаје, познатији као Дворана америчких Срба.

## Историјат

### Српске емиграције у Милвоки и стварање верских објеката
Миграције Срба у Милвоки почеле су крајем 19. и наставиле се све до почетка 20. века. До 1912. године у граду је живело око 2500 српских имиграната, а до 1916. године било их је око 6000. Група Срба у Милвокију састала се 8. фебруара 1912. године и утврдила да постоји потреба за изградњом српске православне цркве у њиховој заједници. Заједница је основана 1912. године, а прва литургија одржана је на Божић, 7. јануара 1913. године. У периоду од 1912. до 1942. године кроз заједницу је прошло 12 свештеника, а организован је и извршни одбор, који је помагао у одржавању црквене заједнице. Заједница је након оснивања пролазила кроз тешка времена, пошто се велики број Срба из Сједињених Држава вратио у Европу, да се бори у Балканским ратовима и Првом светском рату.
Године 1942. за главног свештеника изабран је Милан Бркић. Бркић је познат по томе што је расељене Србе населио у Милвоки, па је самим тим и српска заједница у Милвокију порасла.

### Изградња цркве
Крајем четрдесетих година 20. века, заједница је купила више од 5,5 хектара земље на југозападној страници Милвокија, где је изграђена Дворана америчких Срба 1950. године, а 1951. године и црква. Основан је грађевински фонд, а од чланове заједнице тражило се да уложе по 100 америчких долара, како би помогли градњу. Владика Диносије је 26. августа 1958. године освештао земљиште на којем се данас налази црква. Убрзо након тога почела је изградња цркве, нове парохијске куће и нове зграде парохијске школе. Дана 4. фебруара 1958. године завршена је изградња цркве, која је посвећена у августу исте године.

### Црква и заједница данас
Наредних деценија након изградње, црква је била домаћин великог броја догађаја у заједници. Била је место посвећења Фирмилијана Оцкољића, као епископа епархије новограчаничко-средњозападноамеричке, 1. августа 1963. године. Годину дана касније, дугогодишњи свештеник Милан Бркић повукао се, након што је служио у цркви више од 20 година. У другој половини 20. века основан је нови културни центар, реновирана Дворана амерички Срба и завршено постављање мозаика у цркви. Године 2012. прослављено је 100 година постојања црквене заједнице у Милвокију.

## Архитектура
Црква је изграђена у српско-визанијском стилу. Њена унутрашњост је готово у потпуности прекривена зидним мозаицима који су коштали више од 3 милиона америчких долара, а рађени су 35 година. Мозаик је дизајнирао италијански уметник Сирио Тонели, а на њему се налазе важне личности православне вере у византијском иконографском стилу. Мозаик у цркви Светог Саве у Милвокију описан је у Милвокијским новинама као један од најопсежнијих и најразвијенихих у Сједињеним Државама.

## Дворана америчких Срба
Поред цркве налази се Дворана америчких Срба која је отворена 1950. године. У оквиру дворане спровођене су важне политичке кампање.